# Aaron Maré
Aaron Maré (East London, 25 luglio 1994) è un pilota motociclistico sudafricano di rally e motocross.

## Carriera
Maré inizia a giudare le motociclette all'età di quattro anni, in Sud Africa. Successivamente passa ai campionato FIM Junior e alle gare negli Stati Uniti dove gareggioò nei campionati AMA outdoor. Trasferitosi a Dubai nel 2016, in questo contesto si specializza nelle corse nel deserto. Nel 2020 esordisce nel Rally Dakar e, in sella ad una Honda, si classifica quindicesimo. Nella successiva partecipazione del 2022, con Hero Motorsport, è costretto a ritirarsi anzitempo.

## Risultati

### Rally Dakar
| Anno | Classe | Scuderia                    | Motocicletta        | Pos. | TV |
| ---- | ------ | --------------------------- | ------------------- | ---- | -- |
| 2020 | Moto   | Monster Energy Honda Team   | Honda CRF 450 Rally | 15°  | 0  |
| 2022 | Moto   | Hero Motorsports Team Rally | Hero 450 Rally      | Rit  | 0  |
| 2025 | Moto   | HT Rally Raid               | Husqvarna 450 Rally | Rit  | 0  |

### W2RC
| Anno | Scuderia                    | Vettura        | 1      | 2     | 3   | 4   | 5   | Pos. | Punti |
| ---- | --------------------------- | -------------- | ------ | ----- | --- | --- | --- | ---- | ----- |
| 2022 | Hero Motorsports Team Rally | Hero 450 Rally | DAK 13 | ABU   | MAR | AND |     | 18°  | 5     |
| 2024 | Hero Motorsports Team Rally | Hero 450 Rally | DAK    | ABU 1 | POR | DES | MAR | 9°   | 25    |

## Palmarès
- Campione Desert Storm Rally: 2018
- Campione Emirates Desert: 2017-2018
- UAE Desert Championship: 2020
- Abu Dhabi Baja championship
- Dubai Endurocross Championship
- 1 Dubai Baja: 2019
- 1 Abu Dhabi Desert Challenge: 2024